# David Nygren

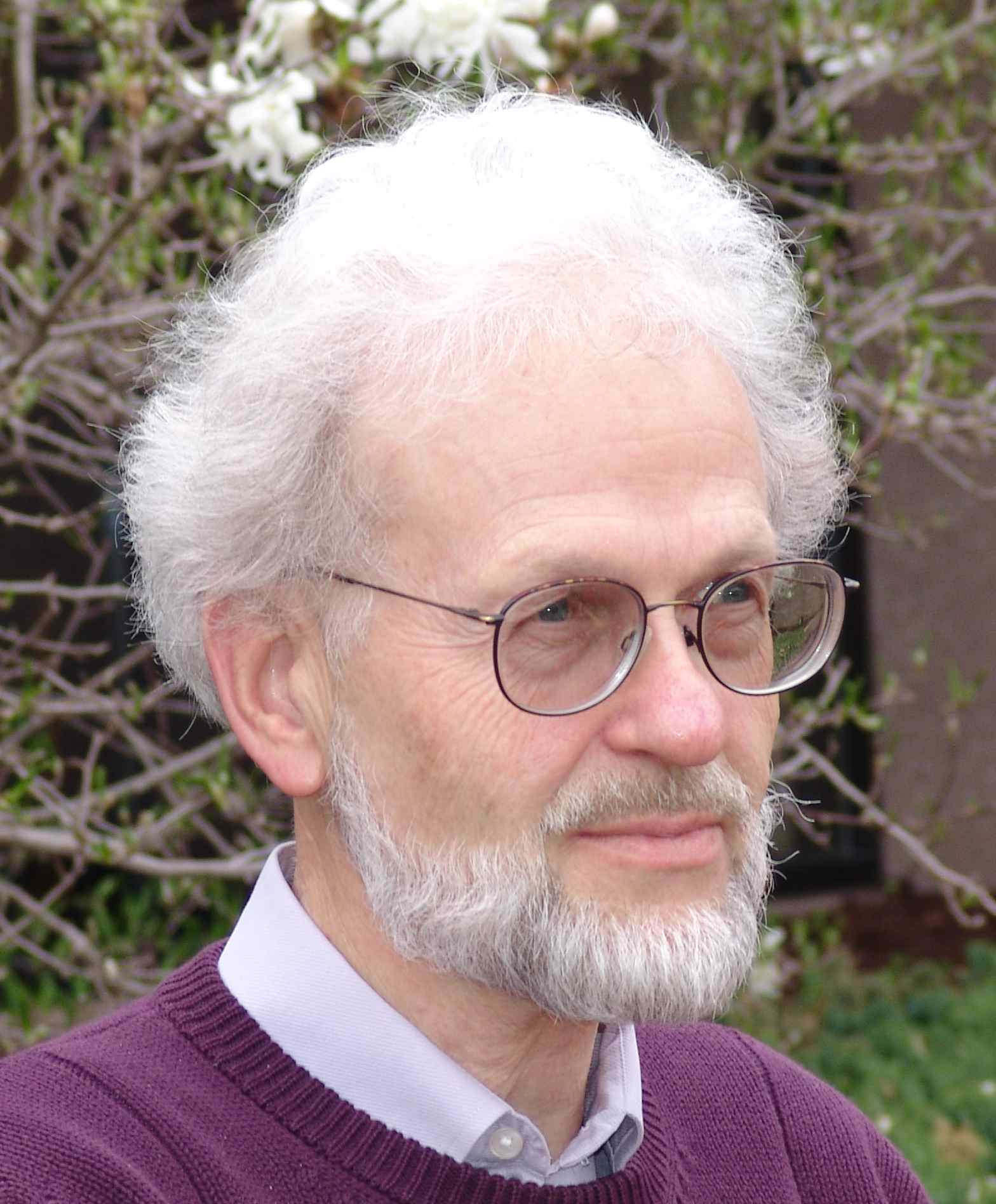
David Nygren (2007)

David Robert Nygren (* 30. Dezember 1938) ist ein US-amerikanischer experimenteller Teilchenphysiker.
Nygren studierte am Whitman College (Bachelorabschluss in Mathematik 1960). Nygren promovierte 1967 an der University of Washington. Danach war er an der Columbia University, wo er 1969 Associate Professor wurde. Seit 1973 ist er am Lawrence Berkeley National Laboratory, ab 1975 als Senior Fellow und ab 2000 als Distinguished Scientist. 
Bekannt ist er durch die Entwicklung der Time Projection Chamber (TPC), einer gasgefüllten Röhre mit Drahtkammern, die ein hochaufgelöstes dreidimensionales Bild von Teilchenkollisionen liefert, wobei gleichzeitig die Teilchentypen bestimmt werden können. Ein erster solcher Detektor (gebaut unter Nygrens Leitung) wurde 1981 bis 1989 am SLAC im PEP-4 Detektor betrieben. Andere solche Detektoren wurden zum Beispiel am KEK in Japan und am LEP-Ring des CERN betrieben.
1985 erhielt er den Ernest Orlando Lawrence Award und 1998 erhielt er den Panofsky-Preis. Er ist Fellow der American Physical Society und seit 2000 Mitglied der National Academy of Sciences.